# Nadeo
Nadeo，是法国的游戏开发商，总部设在巴黎15E区。他们是TrackMania、QuestMania、ShootMania Storm和Virtual Skipper系列游戏的开发者。
2009年2月，ShootMania和QuestMania的广告偶尔出现在TrackMania的载入画面。这两款游戏有相关网站：ShootMania.com和QuestMania.com。2009年10月5日，育碧软件收购了该公司。
最后，Nadeo创建平台Maniaplanet，在2012年社会人士可以将他们的游戏放在该平台，创建者可以创建和共享他们做的游戏模式、3D模型、项目甚至是完整的包。